# Penneo.com
Penneo A/S er en dansk softwarevirksomhed med hovedkontor i København, som er børsnoteret på NASDAQ Copenhagen Main Market. Penneos produkter håndterer workflows i forbindelse med digitale kontrakter, digitale underskrifter, og overholdelse af hvidvaskloven og opererer i Danmark, Sverige, Norge, Belgien og Finland.
Selskabet har fokus på revisionsvirksomheder og i 2020 blev 66% af alle årsregnskaber, som blev indsendt til Erhvervsstyrelsen i Danmark underskrevet digitalt med Penneo.

## Historie
Penneo blev grundlagt i 2012 af Jakob Neua Nørgaard, Mikkel Clausen, Anders Eskholm, Jan Flora, André Clement og Nicolaj Højer Nielsen.
Løsningen var oprindelig baseret på den danske NemID infrastruktur.
I 2014 hentede Penneo en investering fra den danske kapitalfond SEED Capital.
I 2016 opnåede Penneo 500 B2B kunder og åbnede i både Sverige og Norge
Den 2. juni 2020 blev Penneo børsnoteret på NASDAQ First North og åbnede senere på året for sin løsning i Belgien og Finland.
Penneo udvidede sine løsninger med købet af virksomheden CLA Reply i oktober 2020. CLA Reply's KYC-software (kundekendsskabs-software) blev senere omdøbt til Penneo KYC, og Penneos allerede eksisterende signeringsløsning blev omdøbt til Penneo Sign.
Penneo blev noteret på Nasdaq Copenhagen Main Market den 4. april 2022.